# 巴布頂
巴布頂（Bahā ud-Dīn，1793年—1825年），清代新疆回部白山派和卓後裔。主要活動于中亞、阿富汗一帶。
巴布頂是中亞納克什班迪教團首領瑪哈圖木·阿雜木後裔，波羅尼都之孫，薩木薩克第三子。薩木薩克在大小和卓之亂後得到浩罕國的庇護，巴布頂與其兄玉素普、張格爾在浩罕與布哈爾一帶長大成人。巴布頂成年後，被琿都斯（今阿富汗昆都士）部落頭人招贅為婿，在琿都斯所屬的達哈奈地方居住。
道光五年（1825年），巴布頂欲來托古斯托羅與張格爾會合，在途中中風而死，時年三十三歲。
巴布頂有二子：呵里雅、倭里，也居住在浩罕。